# Liste bekannter Persönlichkeiten der Medizinischen Hochschule Brandenburg
Die folgende Liste bekannter Persönlichkeiten der Medizinischen Hochschule Brandenburg führt ohne Anspruch auf Vollständigkeit Studierende und Lehrende der Medizinischen Hochschule Brandenburg Theodor Fontane auf.

## Professoren
- Dieter Nürnberg war Chefarzt der Medizinischen Klinik B mit dem Schwerpunkt Gastroenterologie an den Ruppiner Kliniken und ist seit der Gründung erster Dekan der Hochschule.[1][2] Zuvor war er bereits Hochschullehrer an der Universität Rostock.

- Wilfried Pommerien ist Chefarzt der Abteilung Gastroenterologie/Diabetologie und Leiter des Zentrums für Innere Medizin II am Städtischen Klinikums Brandenburg und Prodekan für Studium und Lehre der Medizinischen Hochschule.[3] An der Fachhochschule Brandenburg unterrichtet er Studierende im Fach Medizininformatik.[4]

- René Mantke ist seit 2003 Chefarzt der Klinik für Allgemein- und Viszeralchirurgie des Städtischen Klinikums Brandenburg und Prodekan für Forschung und Wissenschaft an der Medizinischen Hochschule Brandenburg. 2002 habilitierte er an der Otto-von-Guericke-Universität Magdeburg und wurde 2010 zum außerplanmäßigen Professor für das Fachgebiet Chirurgie ernannt. Er hält Vorlesungen und Seminare zum Thema Endokrine Chirurgie an der Otto-von-Guericke-Universität und ist Prüfer im Fachgebiet Allgemein- und Viszeralchirurgie.[5] An der Medizinischen Hochschule ist er Professor für Allgemein- und Viszeralchirurgie.[6]

- Ludger van Gisteren war von 2005 bis 2008 Professor für Kinder- und Jugendlichenpsychotherapie  und wissenschaftlicher Leiter am Winnicott-Institut in Hannover. 2010 bis 2012 hatte er die Professur für Klinische Psychologie und Psychotherapiewissenschaft an der Sigmund Freud Privatuniversität Wien inne und war zwischenzeitlich Vizerektor Forschung. Seit 2012 besetzte er in Vertretung die Professur für Psychologie mit dem Schwerpunkt Entwicklungspsychologie an der Universität Passau.[7] An der Medizinischen Hochschule Brandenburg ist er der Leiter des Departments Psychologie und Professor für Medizinische Psychologie, Klinische Psychologie und Psychotherapie und Mitglied der Forschungskommission.[8][6]

- Gerhard Danzer ist Chefarzt der Klinik für Psychosomatik an den Ruppiner Kliniken. Weiterhin leitet er eine Praxis für Integrierte Psychosomatik und Psychotherapie an den Ruppiner Kliniken.[9] Daneben hält er an der Universität Potsdam die Vorlesungsreihe Wer sind wir? Philosophische, psychologische und medizinische Anthropologie.[10] Gerhard Danzer ist an der MHB Professor für Innere Medizin und Psychosomatische Medizin sowie Professor für Gesundheitspsychologie.[6]

- Ulrich Schwantes ist Vizepräsident der Landesärztekammer Brandenburg. Seit 1980 ist er niedergelassener Allgemeinmediziner. Von 1998 bis 2008 leitete er neben seiner Praxistätigkeit als Direktor das Institut für Allgemeinmedizin an der Charité in Berlin.

- Susanne Busse ist Dekanin am Fachbereich Informatik und Medien der Fachhochschule Brandenburg. Sie hält dort unter anderem Vorlesungen zum Thema Datenbanken und Medizinische Informationssysteme.[11] Susanne Busse ist Mitglied der Forschungskommission der Medizinischen Hochschule.[8]

- Christian Stoll ist Chefarzt der Klinik für Mund-, Kiefer- und Gesichtschirurgie an den Ruppiner Kliniken in Neuruppin und seit 2015 Professor an der Medizinischen Hochschule und Mitglied der Forschungskommission.[8][6]

- Alex Alfieri ist Direktor der Klinik für Neurochirurgie an den Ruppiner Kliniken in Neuruppin und seit 2015 Professor für Neurochirurgie an der Medizinischen Hochschule Brandenburg.[12]